# TSS Rafaello
Raffaello – włoski turbinowy statek pasażerski armatora "Società di Navigazione Italia" zbudowany w 1965 przez stocznię Cantieri Riuniti dell’Adriatico z Triestu i wprowadzony na linię genueńsko-nowojorską (jednostką bliźniaczą był TSS Michelangelo).
Koncepcja konstrukcyjna ostatniej pary włoskich liniowców była kontynuacją nowej architektury okrętowej, tzw. "szkoły włoskiej", w znacznym stopniu znowelizowanej. Statek dysponował 11 pokładami i nowoczesnym podziałem wodoszczelnym (16 grodzi). Z powodu wielu pożarów nękających liniowce pasażerskie Włosi zadbali o bezpieczeństwo przeciwpożarowe stosując podział pionowy wnętrza statku grodziami ognioodpornymi. W sposób szczególny zadbano o szyby wind, klatki schodowe i hole, przez które w wielu poprzednich przypadkach ogień szerzył się na przyległe pomieszczenia.
W celu zmniejszenia przechyłów statku, które na niespokojnym Atlantyku dawały się podczas złej pogody mocno we znaki pasażerom, zastosowano system stabilizatorów "Denny-Brown" podzielony na dwie pary. Zainstalowano centralę telefoniczną na 800 numerów. Na pokładzie znajdowała się rozgłośnia radiowa (nadająca trzy programy), studio telewizyjne i sala kinowa na 500 miejsc. Liczba zamontowanych lamp i świetlówek osiągnęła prawie 29 tysięcy. W celu lepszego odprowadzania spalin oba kominy zostały nakryte okrągłymi pokrywami o powierzchni około 160 m².
Ze względu na rosnącą konkurencję lotniczą żegluga liniowa została wstrzymana, a "Rafaello" wspólnie z "Michelangelo" został sprzedany w roku 1977 do Iranu jako bazy-hotele irańskiej marynarki wojennej w porcie Bandar Abbas. 17 listopada 1983 podczas wojny iracko-irańskiej statek został zbombardowany i trafiony torpedą ulegając częściowemu zatopieniu na płytkich wodach w okolicy Bûshehr. W późniejszym okresie wrak statku został dodatkowo staranowany przez irański statek handlowy.

## Linia regularna
Genua – Nowy Jork

## Statek siostrzany
- TSS Michelangelo